# Ромашко, Иван Андреевич
Ива́н Андре́евич Рома́шко (29 октября 1929, село Малиновка, Сибирский край — 6 октября 2022 года, Новосибирск) — советский и российский артист оперетты, либреттист, народный артист РСФСР (1988).

## Биография
Иван Андреевич Ромашко родился 29 октября 1929 года в селе Малиновка (сейчас Алейского района Алтайского края). После школы поступил в Новосибирский авиационный техникум, одновременно занимался пением в Доме офицеров.
В 1955 году окончил музыкальное училище при Ленинградской государственной консерватории. После 1-го курса училища отслужил в армии на Балтийском флоте.
В 1955—1959 годах выступал в Пятигорском театре музыкальной комедии (сейчас Ставропольский театр оперетты).
В 1959 году стал солистом нового Новосибирского театра музыкальной комедии (с 2017 года Новосибирский музыкальный театр). Автор либретто оперетт: «Ветры весенние» (муз. В. Левашова), «Необыкновенный день» (муз. Г. Гоберника), «Рябина красная» (муз. Г. Иванова) и «У моря Обского» (муз. Г. Иванова). Писал стихи, пародии, эпиграммы, песни, частушки, поздравительные репризы, большинство из которых вошли в его книгу «Улыбки актёра».
Был председателем правления Новосибирского отделения СТД России, общественным директором Новосибирского Дома актёра.
Скончался 6 октября 2022 года в Новосибирске на 93-м году жизни. Похоронен на Заельцовском кладбище Новосибирска (квартал 103).

## Награды и премии
- Медаль «За освоение целинных земель».
- Заслуженный артист РСФСР (23.06.1978).
- Народный артист РСФСР (4.11.1988).
- Орден Почёта (4.07.2000).
- Театральная премя «Золотая Маска» в номинации «За честь и достоинство» (2009).
- Почётный гражданин Новосибирска (23.06.2010).
- Памятный знак «За труд на благо города» (Новосибирск, 2013)[4].

## Работы в театре
- 1975 — «Василий Тёркин» А. Новикова — Василий Тёркин
- 1977 — «Бабий бунт» Е. Птичкина — дед Захар
- 1984 — «Марица» И. Кальмана — Куделька
- 1987 — «Свадьба в Малиновке» Б. Александрова — Ничипор
- 1989 — «День чудесных обманов» Т. Хренникова — сеньор Мендосо
- 1995 — «Биндюжник и Король» А. Журбина — Арье Лейб
- 1995 — «Мистер Икс» И. Кальмана — Пеликан
- 1998 — «Сильва» И. Кальмана — князь Воляпюк
- 1998 — «Свадьба Кречинского» А. Колкера — Муромский
- «Инкогнито из Петербурга» В. Плешака — Лука Лукич
- «Шведская спичка» В. Баскина — следователь Чубиков
- «Севастопольский вальс» К. Листова — Генка Бессмертный
- «Летучая мышь» И. Штрауса — прокурор, дежурный
- «Весёлая вдова» Ф. Легара — полковник Богдан
- «Ханума» Г. Канчели — князь Пантиашвили
- «Необыкновенный день» — Иван Малой

## Фильмография
- 1980 — Сват (короткометражный) — дед Степан
- 1992 — Овен